# 오모리촌 (후쿠시마현)
오모리촌(大森村)은 후쿠시마현 시노부군에 일찍이 존재했던 촌이다.

## 지리
현재의 후쿠시마시 시노부 지구의 일부에 해당한다.

## 역사
- 1889년 4월 1일 - 정촌제 시행에 의해 5촌이 합병해 시노부군 오모리촌이 성립하였다.
- 1892년 7월 21일 - 오모리촌의 일부가 분립해, 도리카와촌이 성립하였다.
- 1955년 3월 1일 - 도리카와촌, 히라타촌과 합병해 시노부촌이 성립하여, 동일 오모리촌이 소멸하였다.
- 1965년 6월 1일 - 시노부촌은 마쓰가와정과 함께 후쿠시마시에 편입해, 소멸하였다.

## 인구
- 1889년 4,253
- 1920년 2,556
- 1947년 3,320

## 참고문헌
- 角川日本地名大辞典編纂委員会『角川日本地名大辞典 7 福島県』、角川書店、1981年 ISBN 4040010701
- 日本加除出版株式会社編集部『全国市町村名変遷総覧』、日本加除出版、2006年、ISBN 4817813180